# Informe semanal
Informe semanal és un programa informatiu que s'emet setmanalment per La 1 de Televisió Espanyola. Es tracta del programa més veterà de la televisió a Espanya amb 40 anys ininterromputs d'emissió el 2013, només superat per l'informatiu Telediario.
Amb quatre dècades d'emissió ininterrompuda, es configura com el programa informatiu degà de la televisió a Europa, i és el més premiat de la història. A més, Informe semanal està inclòs en el llibre Guinness World Records pel temps que es porta emetent.

## Format
Basat en similar estructura al del programa estatunidenc de la CBS 60 Minutes, el programa consisteix en l'emissió de quatre reportatges sobre temes d'actualitat nacional i internacional, política, econòmica, social o cultural, d'uns deu a quinze minuts de durada als quals dona pas un presentador.

## Història
Va iniciar les seves emissions el 31 de març de 1973, sota el títol de Semanal informativo, i emetia reportatges sobre l'esportista Mariano Haro, l'estrena de la pel·lícula L'aventura del Posidó, sobre fauna a Veneçuela (realitzat per Félix Rodríguez de la Fuente) i sobre el cost de l'habitatge a Espanya. Des de llavors ha emès més de 6000 reportatges. A cada programa s'emeten quatre reportatges d'actualitat internacional, nacional, societat, cultura i espectacles.
El programa va ser creat i dirigit per Pedro Erquicia, i va reunir un nodrit grup de professionals de la televisió. L'equip original el van compondre Pedro Barceló, Javier Basilio, Rafael Martínez-Durbán, Carmen Sarmiento, Manu Leguineche, Aurelio Rodrigo, Agustín Monasterio, Luis Leal Soto, Carlos Amann, Miguel Cruz, Emilio Martínez-Lázaro, José Antonio Silva, Enrique Suárez, José Manuel Dueñas i Carmen Hernanz.
Després del relleu d'Erquicia per Jorge Martínez Reverte el 1988, i durant cert temps, es van introduir canvis d'estructura incorporant entrevistes al plató.
Entre l'anecdotari que acompanya un programa de televisió amb quaranta anys d'història pot esmentar-se l'acusació llançada el 1984 pel polític del Partit Popular Rogelio Baón, que l'espai havia servit de plataforma publicitària a Steven Spielberg per una entrevista al director estatunidenc emesa pocs dies abans de l'estrena a Espanya de la pel·lícula Gremlins de la qual era productor.
El 1993 es va generar una polèmica quan el diari El Mundo va publicar la notícia que redactors del programa havien adquirit heroïna per valor de 20.000 pessetes per aconseguir l'aparició en pantalla d'un heroïnòman en un reportatge sobre el problema de la drogoaddicció, la qual cosa va provocar que presentessin una querella contra el rotatiu.
A destacar, així mateix, que durant l'estiu de 2000, la presentació del programa va ser a càrrec de qui més tard es convertiria en reina d'Espanya, Letizia Ortiz Rocasolano.
El 2007 es va adoptar, per un temps, una nova fórmula en la presentació, consistent que l'espai anés conduït cada setmana per fins a set diferents periodistes de TVE, presentadors de diferents espais informatius de la cadena: Ana Blanco (Telediario 1), Lorenzo Milá (Telediario 2), Pepa Bueno (Los desayunos de TVE), Ana Pastor (59 segundos), María Casado i David Cantero (Telediario Fin de Semana) i Beatriz Ariño, que completava l'elenc en ser la presentadora única l'etapa anterior a prendre aquesta decisió.
L'agost de 2012, després del relleu d'Alicia Gómez Montano, l'espai passa a estar presentat per Olga Lambea i editat per Jenaro Castro.

## Directors
- Pedro Erquicia (1973-1978)
- Rafael Martínez Durbán (1978-1982)[16]
- Ramon Colom i Esmatges (1982-1987)
- Jorge Martínez Reverte (1988)[2]
- Baltasar Magro (1988-1989)
- María Antonia Iglesias (1989-1990)
- Elena Martí (1990)
- Ana Ramírez Cañil (1990-1991)
- Fernando López Agudín (1991-1994)[17]
- Manuel Sánchez Pereira (1994-1996)
- Baltasar Magro (1996-2004)
- Alicia Gómez Montano (2004-2012)[18]
- Jenaro Castro (2012-actualitat)

## Presentadors
- José Antonio Silva 1973-1976
- Pedro Erquicia 1976-1978
- Rosa María Mateo 1976-1980
- Adela Cantalapiedra 1980-1981
- Ramon Colom 1981-1983
- Mari Carmen García Vela 1983-1996
- Georgina Cisquella 1996
- Baltasar Magro 1996-2000
- Letizia Ortiz 2000
- Almudena Ariza 2000-2001
- Baltasar Magro 2001-2004
- Pilar García Muñiz 2004
- Alicia Gómez Montano 2004-2005
- Beatriz Ariño 2005-2007
- Beatriz Ariño, María Casado, Ana Blanco, Lorenzo Milá, David Cantero, Ana Pastor i Pepa Bueno 2007-2009
- David Cantero 2009-2010
- Ana Roldán 2010-2012
- Olga Lambea 2012-2014
- Jenaro Castro 2014-actualitat

## Premis i reconeixements
Durant tres dècades Informe semanal ha rebut molts guardons estatals i internacionals. Ha estat reconegut amb diversos premis Ondas, el primer d'ells el 1975, entre ells el de 1984 pel reportatge sobre la mort de Paquirri o pel que va tractar l'explosió del volcà Nevado del Ruiz de Colòmbia amb les imatges dels últims instants de la vida de la nena Omayra Sánchez, el 1985. El 1995 va rebre un premi Ondas en la categoria 
Internacionals de televisió pel reportatge Hotel Kigali. També ha obtingut en onze ocasions dels premis TP per votació dels lectors com a millor informatiu d'actualitat.
En els últims anys, el programa ha rebut diferents premis entre els quals cal destacar dues medalles de plata en el Festival de Televisió de Nova York per un documental sobre les Brigades Internacionals i una recerca sobre els desapareguts a l'Argentina. Així mateix, el premi de l'Acadèmia de Televisió com a millor programa informatiu i el premi concedit per l'Agrupació de Teleespectadors, com a resultat d'una enquesta entre teleespectadors i crítics de televisió de diferents mitjans.